# Amden
Amden (toponimo tedesco) è un comune svizzero di 1 906 abitanti del Canton San Gallo, nel distretto di See-Gaster.

## Geografia fisica

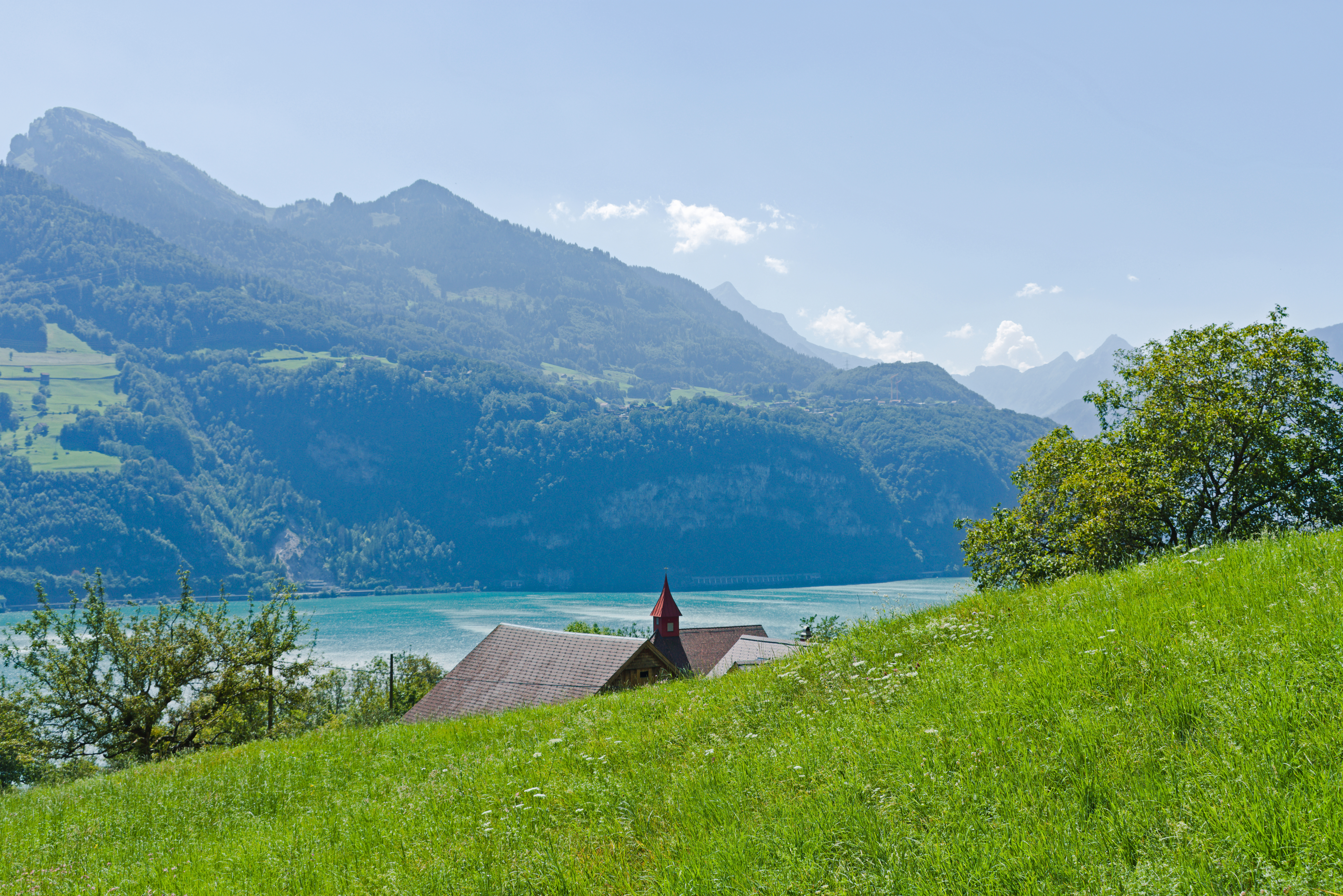
Betlis e il lago di Walenstadt presso Amden

Il territorio di Amden si estende tra la sponda nordoccidentale del lago di Walenstadt e il monte Leistchamm (2 101 m s.l.m.).

## Storia
Il comune politico di Amden è stato istituito nel 1803.

## Monumenti e luoghi d'interesse
- Chiesa parrocchiale cattolica di San Gallo, eretta nel XIII secolo[3];
- Rovine della fortezza di Strahlegg (o Stralegg)[3].

## Società

### Evoluzione demografica
L'evoluzione demografica è riportata nella seguente tabella:
Abitanti censiti

## Economia
L'economia locale si basa prevalentemente sul turismo.

## Infrastrutture e trasporti
Amden è servito dalla strada principale 429 e dalle linee di navigazione del lago di Walenstadt (frazione Betlis).